# ISO 3166-2:LK
Kódy ISO 3166-2 pro Srí Lanku identifikují 9 provincií a 25 distriktů (stav v roce 2015). První část (LK) je mezinárodní kód pro Srí Lanku, druhá část sestává ze dvou čísel identifikujících distrikt či jednoho v případě provincií.

## Seznam kódů

### Provincie
```
LK-1 
Západní provincie

LK-2 
Střední provincie

LK-3 
Jižní provincie

LK-4 
Severní provincie

LK-5 
Východní provincie

LK-6 
Severozápadní provincie

LK-7 
Středoseverní provincie

LK-8 
Provincie Uva

LK-9 
Provincie Sabaragamuwa
```

### Distrikty
```
LK-11 Colombo
LK-12 Gampaha
LK-13 Kalutara
LK-21 Kandy
LK-22 Matale
LK-23 Nuwara Eliya
LK-31 Galle
LK-32 Matara
LK-33 Hambantota
LK-41 Jaffna
LK-42 Kilinochchi
LK-43 Mannar
LK-44 Vavuniya
LK-45 Mullaitivu
LK-51 Batticaola
LK-52 Ampara
LK-53 Trincomalee
LK-61 Kurunegala
LK-62 Puttalam
LK-71 Arunadhapura
LK-72 Polonnaruwa
LK-81 Badulla
LK-82 Moneragala
LK-91 Ratnapura
LK-92 Kegalle
```